# 三保谷村
三保谷村（みおのやむら）はかつて埼玉県比企郡に存在していた村。
かつて中世末期頃に存在した三保谷郷のあったとされる所に相当し、村名はこの郷名から採ったとされる。三保谷の名は水路、川の淀みを意味する「澪」「水尾」から来ているともいわれる。なお、現在の三保谷宿はかつては隣の八ツ保村に属していた。三保谷宿はかつては本村名と同様に「みおのやじゅく」と読んでいたが、現在の読みは「みほやじゅく」で、読みが異なっている。

## 地理
- 現在の川島町の中部。
- 現在、川島町役場があるところに相当する。

## 歴史
- 1889年（明治22年）4月1日 - 町村制施行により、平沼村、白井沼村、紫竹（しちく）村、宮前村、上狢（かみむじな）村、下狢村、釘無村、新堀村、吉原村、表村の10か村が合併し、三保谷村が成立する。
- 1954年（昭和29年）11月3日 - 中山村、伊草村、出丸村、八ツ保村、小見野村と合併し、川島村が成立。
- 1972年（昭和47年）11月3日 - 町制施行により川島町となる。